# Раппенський монетний союз
Раппенський монетний союз (нім. Rappenmünzbund) — монетний союз, укладений в 1403 з метою створення єдиної монетної системи основними учасниками монетної конвенції 1387 року. У союз увійшли міста Базель, Фрібур, Кольмар, Брайзах і два ельзаські володіння австрійського герцога Леопольда IV — Брандгау і Зундгау. Пробаційні з'їзди спілки проходили в Нойєнбурзі-на-Рейні.
Учасники союзу з 102⁄3 -лотової марки срібла карбували 1242 пфеніги. З 1425 карбувався блафферт (плаперт). Базель карбував фірер — проміжну між блаффертом та пфенігом монету.
У 1498 році карбувалися блафферти, грошени (монети в 2 блафферти або 12 раппенів), фірери, раппени та напівраппени (пфенніги).
У 1525 році союз отримав право карбувати талери.
У 1533 році основною одиницею союзу став бацен. Встановлена наступна монетна система: батцен = 10 раппенів = 20 пфенігів (називається також «штеблер»).
Союз розпущений в 1584 році в Кольмарі після того, як його учасники приєдналися до Аугсбурзького імперського монетного статуту 1559 р.